# Следствие продолжается
Следствие продолжается (азерб. Istintaq davam edir) — советский приключенческий фильм 1966 года, о борьбе советских контрразведчиков со шпионами, охотящимися за советскими секретами. Режиссёр Али-Сэттар Атакишиев. По мотивам повести Джамшида Амирова «Береговая операция». Премьера состоялась в Москве 14 декабря 1967 года.

## Сюжет
Советские чекисты перехватили сообщения вражеской разведки. В то же время в квартире ученого-химика Сардара Азимова из института нефти совершенно ограбление. На первый взгляд обычное бытовое преступление оказывается тайной операцией иностранной разведки, главной целью которой было похищение секретных таблиц, взятых Азимовым на дом. За таблицами в СССР должен прибыть агент разведки Хоук. Но работники КГБ по расшифрованным радиограммам уже в курсе предстоящего визита. Агента решено подменить загримированным сотрудником контрразведки майором Мартыновым. На встречу с ним приходит сотрудница института Черемисина, именно она резидент иностранной разведки. Но, поскольку перехватить шифровку с паролем не удалось, шпионам удается вычислить чекиста. Он чудом спасается от расправы. Черемисина бежит по направлению границы, сначала на машине, потом под водой с аквалангом, но скрыться от КГБ ей не удается.

## В ролях
| Актёр                      | Роль                                         | Дублировал            |
| -------------------------- | -------------------------------------------- | --------------------- |
| Камал Худовердиев          | полковник КГБ Чингизов                       | Николай Александрович |
| Гасанага Салаев            | майор милиции Рустамов                       | Юрий Саранцев         |
| Гасан Мамедов              | Сардар Азимов                                | Анатолий Кузнецов     |
| Лариса Халафова            | Дилара                                       | Ольга Красина         |
| Лев Бордуков               | шпион и майор КГБ Хоук и Мартынов            | Олег Мокшанцев        |
| Ага Гусейн Джавадов        | скупщик краденого Гасан                      | Анатолий Кубацкий     |
| Фуад Поладов               | сын профессора фарцовщик Селим               | Станислав Коренев     |
| Людмила Шляхтур (Давыдова) | ресторанная певица Татьяна Остапенко         |                       |
| Анатолий Соловьев          | бывший полицай официант Никезин              |                       |
| Нина Головина              | Раиса Александровна Черемисина (Устрякова)   |                       |
| Михаил Сидоркин            | полковник из Киева Владимир Андреевич Яценко |                       |
| Юсиф Велиев                | Худояр                                       |                       |
| Гасан Турабов              | старший лейтенант милиции Кулиев             | Владимир Кенигсон     |
| Сулейман Аскеров           | отец Селима                                  |                       |
| Виктор Колпаков            | резидент иностранной разведки                | Яков Беленький        |
| Бахадур Алиев              | офицер КГБ Алиев                             |                       |
| Земфира Цахилова           | лейтенант милиции Мустафаева                 |                       |
| Пётр Соболевский           | Джеймс                                       |                       |

### В эпизодах
- Гаджибаба Багиров
- Энвер Гасанов
- Агахан Салманов

## Песни
В фильме звучат песни на музыку Полада Бюль-бюль Оглы в исполнении Ларисы Мондрус на слова И. Кулиева — «Глаза», «Искры любви» и на слова В.Кафарова — «Вечерний Баку». Песню «Искры любви» исполнял также Муслим Магомаев, а в 15 серии «Мелодии Экрана» — Наталья Шейхова. на диске песня называлась — песня Татьяны — 1965 год.
Для фильма была написана ещё одна песня — «Позвони» (сл. О. Гаджикасимова), но в фильм она не вошла при финальном монтаже. Позже Полад Бюль-Бюль Оглы её исполнил в передаче «С добрым утром!», после чего её запела вся страна.

## Съемочная группа
Фильм стал первой самостоятельной полнометражной художественной картиной для оператора А. Гуссейнова, также дебютировал в кино композитор Полад Бюль-бюль Оглы.
Главным консультантом на картине выступил видный государственный деятель Семён Кузьмич Цвигун.

## Критика
По словам сценариста картины М. Маклярского создатели поставили себе целью создать фильм не только для развлечения, но и как «превосходное средство для умственной зарядки» и так же поставили себе целью «воспевать благородство, смелость, патриотизм, преданность своему делу».
Критик Е. Семёнов отмечает, что фильм смотрится с интересом, но упрекает авторов за нагромождение лишних подробностей и за дополнительно перечисление в конце фильма основных событий.